# Ming Kao
Kao Ming (高鳴) est un acteur taïwanais né le 8 septembre 1933 et mort le 6 février 2017 à Nouveau Taipei.
Culturiste, acteur régulier pour la Shaw Brothers, Hou Hsiao-hsien lui offre deux seconds rôles dans les années 1990. Il aura joué dans une centaine de films ou téléfilms avant de se suicider par pendaison.

## Filmographie partielle
- 1967 : Dragon Gate Inn de King Hu
- 1970 : A City Called Dragon
- 1971 : A Touch of Zen de King Hu
- 1971 : L'Ombre du fouet de Lo Wei
- 1982 : All the King's Men (天下第一)
- 1990 : Island of Fire de Chu Yen-ping
- 1995 : Good Men, Good Women de Hou Hsiao-hsien
- 1996 : Goodbye South, Goodbye de Hou Hsiao-hsien